# Саух Петро Юрійович
Петро Юрійович Саух (25 травня 1950) — український вчений, філософ, академік-секретар Відділення вищої освіти Національної академії педагогічних наук України, дійсний член (академік) Національної академії педагогічних наук України, доктор філософських наук, професор, віце-президент Української академії акмеології.

## Біографія
Народився року в селі Сімаківка Ємільчинського району Житомирської області в сім'ї селян. Навчався в Сімаківській восьмирічній та Яблунецькій середній школах.
Був неодноразовим призером учнівських районних і обласних олімпіад з математики, біології та економічної географії. Після закінчення школи вступив до Київського державного університету імені Тараса Шевченка на філософський факультет, який закінчив в 1973 р., отримавши диплом викладача філософських дисциплін. З 1973 до 1975 року працював асистентом кафедри філософії Донецького політехнічного інституту. 1975 року став аспірантом Київського державного університету імені Тараса Шевченка, захистив кандидатську дисертацію (1978 р.). У 1978—1979 роках працював спочатку асистентом, а потім — старшим викладачем кафедри філософії Житомирського сільськогосподарського інституту.
У 1980 році переїхав до Рівного і почав працювати асистентом кафедри філософії Українського інституту інженерів водного господарства. У цьому навчальному закладі пройшов шлях від асистента, доцента, професора, завідувача кафедри філософії до декана гуманітарного факультету. Докторську дисертацію захистив 1990 року.
Наступного року став професором. 1992 року обраний академіком Академії наук вищої школи України. За сумісництвом з 1992 до 1994 року був радником Національної ради України з питань телебачення і радіомовлення. З 1998 року П. Саух працював заступником директора з навчальної і наукової роботи Рівненського відділення Вищої школи права. Стажувався і читав курси лекцій в університетах Франції, Німеччини та США. Почесний доктор та професор багатьох вітчизняних та зарубіжних університетів, Заслужений працівник освіти України (1996).
У листопаді 1998 року був призначений заступником голови Рівненської обласної державної адміністрації. Автор багатьох соціально-економічних та молодіжних проєктів, які були успішно реалізовані в регіоні. Упродовж десяти років очолював обласну організацію Ліги філософів України, Рівненську асоціацію релігієзнавців України та обласну організацію Федерації вчених України.
У 2002 році переїхав у м. Житомир, обраний колективом та призначений Міністерством освіти і науки України ректором Житомирського державного педагогічного університету імені Івана Франка (з 2004 року — Житомирського державного університету імені Івана Франка).
З листопада 2002 по липень 2017 — ректор Житомирського державного університету імені Івана Франка. В цей період був головою громадської ради м. Житомира, головою ради ректорів ВНЗ ІІІ-IV рівнів акредитації Житомирської області, членом колегії Житомирської облдержадміністрації. В березні 2017 року був обраний академіком-секретарем Відділення вищої освіти НАПН України. У зв'язку з цим у липні 2017 достроково (за згодою сторін) розірвав контракт з МОН України та з 18 липня 2017 року розпочав виконувати обов'язки академіка-секретаря. 17 грудня 2019 року обраний дійсним членом (академіком) НАПН України.

## Наукова діяльність
Фахівець з проблем філософії релігії, філософської антропології, соціальної філософії та глобалістики. Засновник філософської школи «Філософія та феноменологія релігії», яка об'єднує науковців Київщини, Житомирщини, Рівненщини та Волині. У ранніх працях проаналізував релігійно-екзистенціалістську концепцію відчуження та обґрунтував загальну схему і особливості механізму інтерпретації відчуження в екзистенціалізмі. Згодом, здійснивши комплексний аналіз онтології релігії та вільнодумства, розкрив їх категоріальну структуру і описав рівні її організації. У подальших його роботах та роботах його учнів були експліковані у філософському дискурсі поняття щастя, стражденності, «м'ятежності», абсурдності і трагічності людського буття, досліджена категорія національного у статусі екзистенційного проєкту і руху екзистенції. Звернувшись до попперівської концепції проблеми демаркації між наукою і метафізикою, він доповнює її питанням розмежування науки і релігії, акцентуючи особливу увагу на існуючі колізії між ними як джерело їх самостійного розвитку. Роботи цього циклу проф. Сауха П. Ю. включені в «Антологию отечественного религиеведения» (2010).
Інший цикл його праць пов'язаний з розробкою критеріальних ознак виявлення синергетичних ресурсів існуючих педагогічних систем; обґрунтування синергетичної моделі актуалізації глобальних і локальних тенденцій розвитку освіти; екстраполяцією основних її принципів і методів на практику освітянських реформ. На основі філософського синергійного алгоритму були визначені основні імперативи холістичної тенденції постнекласичної науки та їх вплив на культурно-особистісну модель освіти, яка передбачає трансдисциплінарність та контекстуальність знання. На цій основі запропоновано проєкт «Освіта ХХІ століття», який ґрунтується на єдності системи «наука-освіта-виробництво» і обґрунтовує основні напрямки реформування освіти в пост болонському просторі.
Методологічну позицію П. Сауха характеризує певний антропологізм і масштаб аргументації від спеціальних логіко-методологічних розробок, проблем соціальної філософії, філософської антропології, філософії освіти до глобалістики. Він є автором понад 400 наукових праць, серед яких монографії, навчальні посібники, підручники та наукові статті у вітчизняних та зарубіжних виданнях. Особливий інтерес серед наукового загалу викликали його останні книги: «Україна на межі тисячоліть: трансформація духу і випробування національним буттям» (2001), «Князь Василь-Костянтин Острозький» (2002), «Філософія. Навчальний посібник» (2003), «З людьми, богом і Україною» (2006), «Православ'я: український вимір» (2008), «ХХ століття. Підсумки» (2009), «Сучасна освіта: портрет без прикрас» (2012) та ін.

## Нагороди
- Лауреат премії НАН України імені Д. І. Чижевського (2010).
- Лауреат Всеукраїнської премії імені Івана Огієнка (2009).
- Медаль «10 років Незалежності України».
- Орден «За заслуги» ІІІ ступеня.
- Орден «За заслуги» ІІ ступеня (2020)[2].
- Грамота Президента України.
- Почесна Грамота Верховної Ради України (2004, 2009).
- Подяки Кабінету Міністрів України, посольств Франції та Польщі.
- Нагрудні Знаки МОН України «За наукові досягнення», «Петро Могила» та «Антон Макаренко».
- Медалі НАПН України «К. Д. Ушинський» та «Григорій Сковорода».
- Низка орденів та медалей церковних і громадських організацій.

## Вибрані праці професора СаухаП.Ю
- Саух П. Ю. Атеизм и религия о счастье и месте человека в мире. — Дніпропетровськ, «Промінь», 1989. — 184 с.
- Саух П. Ю. Українська культура: минуле, сучасне та шляхи розвитку. — Рівне, УІІВГ, 1994. — 76 с.
- Саух П. Ю. Поняття та структура історичної свідомості. — Рівне, УІІВГ. — 1996. — 124 с.
- Саух П. Ю., Русин П. В. На світанку протестантизму. Монографія. — Рівне, 1998. — 326 с.
- Саух П. Ю. На соціально-історичному роздоріжжі. Монографія. — Рівне, РЕГІ, 1999. — 312 с.
- Саух П. Ю. Феноменологія релігії. — Рівне, РВ МАУП. — 2000. — 115 с.
- Саух П. Ю. Україна на межі тисячоліть: трансформація духу і випробування національним буттям. — Рівне, — 2001. — 220 с.
- Саух П. Ю. Князь Василь-Костянтин Острозький. Монографія. — Рівне. — 2002. — 243 с.
- Вознюк О. В., Левківський М. В., Саух П. Ю. Синергетика освіти / За ред. проф. П. Ю. Сауха. — К., 2004. — 130 с.
- Саух П. Ю. ХХ століття. Підсумки [Текст] / П. Ю. Саух. — Вид. 2-е, допов. і переробл. — К. : Леся, 2009. — 283 с.
- Інновації у вищій освіті: проблеми, досвід, перспективи: монографія / за ред. П. Ю. Сауха. — Житомир: Вид-во ЖДУ ім. Івана Франка, 2011. — 444 с.
- Саух П. Ю. Сучасна освіта: портрет без прикрас: монографія. — Житомир: Вид-во ЖДУ ім. І. Франка, 2012. — 382 с.
- Реклама в пам'яті культур. Книга 1: Креатив Стародавніх цивілізацій. К.: Альтерпрес, 2013. — 426 с. : іл. 32 с.